# Onneca Sanches de Pamplona
Onecca Sanchez de Pamplona (m. após junho de 931) foi infanta de Pamplona e rainha consorte de Leão (926-931) pelo seu casamento com Afonso IV.

## Biografia
Onecca era filha de Sancho Garcês I de Pamplona e da sua esposa, a rainha Toda Aznares, sendo irmã do rei Garcia Sanches I e da rainha Sancha Sanches de Pamplona terceria esposa de Ordonho II de Leão, o pai de seu marido com seu primeria esposa Elvira Mendes.
Em 925 contraiu matrimónio com o infante herdeiro de Leão, o futuro Afonso IV, do qual teve os seguintes filhos:
- Ordonho IV o Malo (c. 926-962), rei de Leão
- Afonso de Leão, morto jovem

Em 15 de Maio de 930, participou com o marido numa doação ao bispo Cixila e ao mosteiro de São Cosme de Abellán. Sua última aparição na documentação foi em 11 de abril de 931.